# Biserica „Sfânta Cuvioasă Paraschiva” din Tvardița
Biserica „Sf. Cuvioasă Paraschiva” este o biserică amplasată în Tvardița, raionul Taraclia, Republica Moldova. Este un monument arhitectural de importanță națională inclus în Registrul monumentelor Republicii Moldova ocrotite de stat cu nr. 189 (raionul Ceadîr-Lunga). Datează din 1842.